# Зирјанка
Зирјанка (руски и јакутски: Зырянка) насеље је (градског типа) и средиште Верхнеколимског рејона на североистоку Републике Јакутије у Русији. Зирјанка се налази на левој обали Колиме, која утиче у Источносибирско море, на месту, где се у њу улива река Јасачнаја.

## Становништво
| 1959. | 1970. | 1979. | 1989. | 2002. | 2010. |
| ----- | ----- | ----- | ----- | ----- | ----- |
| 4.245 | 5.260 | 5.749 | 6.687 | 3.749 | 3.170 |

## Историја
Зирјанка је основана 1936. године.
Фудбалски клуб Зирјанке се назива Молодёжь (Омладина).